# Juan Zabaleta
Juan Horacio Zabaleta (Haedo, 29 de abril de 1967) es un político argentino,fue intendente del partido de Hurlingham.
Se desempeñó como secretario administrativo del Senado de la Nación desde 2011 hasta 2013. Fue concejal del partido de Hurlingham desde 2013 hasta 2015, intendente del mismo distrito desde 2015 hasta 2021 y ministro de Desarrollo Social de la Nación desde 2021 hasta 2022, retomando a la intendencia de Hurlingham en 2022.

## Biografía

### Automovilismo
Durante la década del noventa, Zabaleta corría como copiloto de Luis Patita Minervino en Turismo Carretera. Ganaron trece carreras y salieron subcampeones en 1995 y 1996, corrieron para la marca Chevrolet. 
Desde 2012, recibido de técnico mecánico, colaboró en las gestiones que dieron lugar a la estatización de la transmisión del TC y la decisión del gobierno de Cristina Fernández de Kirchner, de emitir gratis las competencias para todo el país.

### Política
Zabaleta dio sus primeros pasos en la política desde joven, cuando empezó a militar en el Partido Justicialista en Morón. Su mentor político fue el senador provincial Horacio Román, un referente de Antonio Cafiero. Zabaleta fue secretario privado de Román por casi una década, hasta que en 1997 fue elegido concejal. Formaba parte del ala partidaria enfrentada al entonces intendente de Morón, Juan Carlos Rousselot.
Tras la llegada del integrante de la Alianza Martín Sabbatella a la intendencia de Morón, Zabaleta surgió como uno de los principales referentes del PJ en el distrito. Con Zabaleta como primer candidato a concejal, el PJ ganó en las elecciones de 2001 frente a la Alianza. En 2003 fue candidato a intendente de Morón, quedó detrás de Sabbatella, quien fue reelegido.
Ejerció cargos en la Administración Nacional de la Seguridad Social (ANSES), como director de Relaciones Gremiales en 2004 y como gerente coordinador de Gestión a partir de 2007, cuando pasó a la Secretaría General.[¿dónde?]
En diciembre de 2009, asumió la Subsecretaría de Relaciones Institucionales del Ministerio de Economía, hasta diciembre de 2011; donde se encargó de la coordinación de las tareas de fortalecimiento institucional y las relaciones con el Congreso de la Nación y las cámaras empresarias. Se desempeñó como secretario administrativo del Senado de la Nación desde 2011 hasta 2013.
En 2013 se presentó como primer candidato a concejal del partido de Hurlingham por el Frente para la Victoria, enfrentando al intendente Luis Emilio Acuña del Frente Renovador. Quedó en segundo lugar y fue concejal desde 2013 hasta 2015. Zabaleta fue elegido intendente de Hurlingham en las elecciones de 2015 y reelegido en las de 2019. En 2021 asume como  Ministro de Desarrollo Social de la Nacion Argentina volviendo al  partido de Hurlingham en octubre del 2022 una semana después de Enrique Cresto. En 2023 pierde las elecciones internas frente al camporista Damián Selci.